# Vanderhorstia auronotata
Vanderhorstia auronotata és una espècie de peix de la família dels gòbids i de l'ordre dels perciformes.

## Morfologia
- Les femelles poden assolir 2,83 cm de longitud total.[4]

## Hàbitat
És un peix marí, de clima tropical i bentopelàgic que viu entre 20-24 m de fondària.

## Distribució geogràfica
Es troba a Indonèsia.

## Observacions
És inofensiu per als humans.